# جوست بوستوما
جوست بوستوما (بالهولندية: Joost Posthuma) مواليد 8 مارس 1981 في هينجيلو، هولندا، هو دراج هولندي سابق في صنف سباق الدراجات على الطريق.

## سجل النتائج

### سباقات أو مراحل فاز بها
- بطولة العالم لسباق الدراجات على الطريق

## وصلات خارجية
- الموقع الرسمي

## روابط خارجية
- جوست بوستوما على موقع الاتحاد الدولي للدراجات (الإنجليزية)
- جوست بوستوما على موقع أرشيف الدراجات (الإنجليزية)
- جوست بوستوما على موقع إحصائيات الدراجات الإحترافية (الإنجليزية)
- جوست بوستوما على موقع نسبة الدراجات (الإنجليزية)
- جوست بوستوما على موقع CycleBase (الإنجليزية)